# Dominic Egizzi
Dominic Egizzi (* 1972 in Solingen) ist ein deutscher Journalist, Dozent, Autor, Regisseur und Filmproduzent von Dokumentationen und Reportagen.

## Leben
Während seines Magisterstudiums (Anglistik und Politikwissenschaft in Köln und Hamburg) von 1992 bis 2001 arbeitete Dominic Egizzi als Autor und Regisseur für unterschiedliche Produktionsfirmen und Fernsehsender. Als verantwortlicher Redakteur und Regisseur produzierte er zudem Hörbücher.
Von 2002 bis 2014 war Dominic Egizzi bei der vielfach ausgezeichneten ECO Media TV-Produktion als Senior Producer und Autor beschäftigt. In dieser Zeit hat er über 100 Dokumentationen und Reportagen als Autor und Regisseur realisiert bzw. als Senior Producer entwickelt und betreut.
Das Spektrum der Themen reichte dabei von Politik, Wirtschaft, Wissenschaft bis hin zu Kultur, Sport und Geschichte. Er arbeitete u. a. für ZDFzoom, ZDFzeit, Terra Xpress, Abenteuer Wissen, 37 Grad, ZDFneo, ZDFinfo, NDR-Nordstory, NDR-Nordreportage, NDR-Typisch sowie ARD/NDR, Arte-Entdeckung, Arte-Wissenschaft, Arte Thema, 3sat-„Wissenschaft am Donnerstag“, RBB-Reportage, „Loop“ und „Zipp“ (RTL Drittanbieter).
2015 hat Dominic Egizzi seine Festanstellung bei ECO Media TV beendet. Seither ist er als freier Autor, Producer und Produzent tätig.

## Auszeichnungen
- 2014: Ernst-Schneider-Preis

Der Film „Tödliche Deals – Deutsche Waffen für die Welt“ (ZDF, Autoren: Dominic Egizzi, Carsten Binsack) wurde 2014 für den Ernst-Schneider-Preis für besten Wirtschaftsjournalismus in Kategorie „Große Wirtschaftssendung“ nominiert.
- 2014: Georg von Holtzbrinck Preis für Wissenschaftsjournalismus

Für die von Dominic Egizzi entwickelten und produzierten Filme „Homöopathie – Heilung oder Humbug?“ und „Impfen – Nein Danke?“ (3Sat) wurde der Autor Carsten Binsack 2014 mit dem „Georg von Holtzbrinck Preis für Wissenschaftsjournalismus“ ausgezeichnet.
- 2012: Deutscher Journalistenpreis für Luft- und Raumfahrt

Der von Dominic Egizzi betreute Film „Space Shuttle – das Ende einer Ära“ (Autor: John A. Kantara, ZDF/3sat) erhielt 2012 den „Deutschen Journalistenpreis für Luft- und Raumfahrt“.
- 2012: Georg von Holtzbrinck Preis für Wissenschaftsjournalismus

U. a. für die von Dominic Egizzi produzierten Filme „Energiespender Mensch“ (3sat) und „Space Shuttle – Das Ende einer Ära“ (3sat) wurde der Autor John A. Kantara 2012 mit dem „Georg von Holtzbrinck Preis für Wissenschaftsjournalismus“ ausgezeichnet.

## Filmografie (Auswahl)
Als Autor und Regisseur:
- 2003: Der Playboy: Hugh Hefner
- 2004: Ein Mann greift durch. Der Jugendrichter von Bernau
- 2004: Mit Traumschiffen durchs Nadelöhr
- 2004: Zweikampf über den Wolken
- 2006: Das große Kräftemessen. Airbus gegen Boeing
- 2007: Brennpunkt Arktis
- 2007: Die FIFA – Macht und Machenschaften im Weltfußball
- 2007: Polizeistress auf Türkisch. Auf Doppelstreife zwischen den Nationen
- 2008: Der Kohlenmann. Manni Meier mit dem Kohlensack
- 2010: Der Große Nebenverdienst – Korruption in Deutschland
- 2010: Verdammte Fehlentscheidung
- 2011: Die Tricks der Versicherer
- 2012: Beraten und Verkauft? Milliardengeschäft Vermögensberatung
- 2013: Tödliche Deals – Deutsche Waffen für die Welt
- 2014: Tanken, Rasten, Zahlen – Wie Raststätten Kasse machen
- 2015: Das ARAL-System – Tankstellenpächter unter Druck
- 2015: Deutschlands Traumstraßen – Die Alleenstraße
- 2015: Das Erbe der Nazis[6]  (Dokumentation in 5 Teilen)